# Valli del Pasubio
Valli del Pasubio település Olaszországban, Veneto régióban, Vicenza megyében. Lakosainak száma 3055 fő (2023. január 1.). Valli del Pasubio Posina, Recoaro Terme, Schio, Torrebelvicino, Trambileno és Vallarsa községekkel határos.

## Népesség
A település népességének változása:
| Lakosok száma | 3191 | 3169 | 3055 |
|               | 2017 | 2018 | 2023 |